# Tokia Saïfi
Tokia Saïfi (ur. 11 lipca 1959 w Hautmont) – francuska polityk, eurodeputowana V, VI, VII i VIII kadencji, była wiceminister środowiska.

## Życiorys
Urodziła się w rodzinie algierskich imigrantów. W wieku 18 lat ukończyła liceum w Avesnes-sur-Helpe, w 1984 została absolwentką studiów historycznych na Université Lille-II.
W drugiej połowie lat 80. założyła stowarzyszenie Espace Intégration, działające na rzecz praw obywatelskich. Zaangażowała się też w działalność krajowego ruchu promującego ideę otwartego laicyzmu. Dwukrotnie w latach 90. bez powodzenia kandydowała do Zgromadzenia Narodowego.
W 1999 została wybrana do Parlamentu Europejskiego z listy koalicji Zgromadzenia na rzecz Republiki i Demokracji Liberalnej (jako kandydatka liberałów). 7 maja 2002 w rządzie Jean-Pierre'a Raffarina objęła urząd sekretarza stanu ds. zrównoważonego rozwoju. Zrezygnowała z tej funkcji w czerwcu 2004, kiedy to ponownie uzyskała mandat eurodeputowanej (z ramienia Unii na rzecz Ruchu Ludowego). W PE wstąpiła we frakcji Europejskiej Partii Ludowej i Europejskich Demokratów, weszła też w skład Komisji Handlu Międzynarodowego. W 2009 i w 2014 była wybierana na kolejne kadencje. W 2017 dołączyła do centroprawicowego ugrupowania Agir, później przystąpiła do partii Horizons, którą w 2021 założył Édouard Philippe.